# Airto Moreira
Pour les articles homonymes, voir Moreira.
Airto Guimorvan Moreira, né le 5 août 1941 à Itaiópolis dans l’État de Santa Catarina au Brésil, est un batteur et percussionniste brésilien de jazz. 
Il est le mari de la chanteuse brésilienne Flora Purim et leur fille Diana Moreira est aussi chanteuse. Il réside à Los Angeles.

## Biographie
Airto naît à Itaiópolis d'une famille de guérisseurs populaires, puis il grandit à Curitiba et Sao Paulo. Il démontre une habileté pour la musique à un très jeune âge, devenant même musicien professionnel dès l'âge de 13 ans. Il se fait alors remarquer alors qu'il joue avec le Sambrasa Trio, formé de Hermeto Pascoal au piano et à la flûte, Humberto Clayber à la basse et à l'harmonica et Airto lui-même à la batterie. Ils enregistrent un seul album Em Som Maior puis ils se séparent, toutefois Airto et le bassiste Humberto Clayber forment alors l'ensemble reconnu comme un des pionniers de la Samba et du Jazz brésilien, Sambalanço Trio avec le pianiste Cesar Camargo Mariano, 5 albums - en incluant la réédition Improviso Negro parut en 1965 - voient le jour et le trio s'arrête. Alors Airto retrouve le pianiste Hermeto Pascoal et son ensemble Quarteto Novo en 1967, avec lesquels il grave l'album éponyme sorti la même année. Peu après, il suit son épouse Flora Purim aux États-Unis. 
Après avoir émigré à New York, Airto se met à fréquenter et à jouer avec le bassiste Walter Booker qui lui présente le claviériste Joe Zawinul qui, à son tour, l'introduit auprès de Miles Davis. À cette époque, Miles expérimente avec des instruments électroniques les rythmes rock et funk, une forme musicale qui sera bientôt connue comme du jazz fusion. Airto allait alors grandement contribuer à cette nouvelle forme de jazz émergente, il jouera d'ailleurs sur l'album Bitches Brew en 1970 puis en tournée avec Miles Davis. Aussitôt après avoir laissé Davis, Moreira se joint au groupe Weather Report avec Zawinul, Wayne Shorter et Miroslav Vitous, il jouera les percussions sur leur premier album éponyme parut en 1971. Puis il rejoint Chick Corea et son groupe Return to Forever, il joue sur les deux premiers albums, Return To Forever  et Light as a feather, tous les deux parus en 1972. 
Puis il collaborera à plusieurs albums du batteur Mickey Hart du Grateful Dead, dans la série World Collection chez Rykodisc, incluant The Apocalypse Now Sessions, Dafos, Supralingua & Planet Drum qui a remporté un Grammy dans la catégorie World Music en 1991. On peut aussi l'entendre jouer les congas sur le hit space-funk de Deodato, Also Sprach Zarathoustra sur l'album Prelude de 1973. Il a aussi joué avec certains des plus grands noms du jazz, dont Cannonball Adderley, Lee Morgan, Paul Desmond, Dave Holland, Jack DeJohnette, John McLaughlin, Keith Jarrett, Al Di Meola, Zakir Hussain et George Duke.

## Discographie

### Sambrasa Trio
- 1965 : Em Som Maior (Som Maior/RGE)

### Sambalanço Trio
- 1964 : Sambalanço Trio (Som Maior/RGE) - Réédité sous le titre Improviso Negro en 1965.
- 1965 : Lennie Dale E O Sambalanço Trio (Elenco)
- 1965 : À vontade mesmo - Avec Raul de Souza. (RCA Victor)
- 1965 : Reencontro Com Sambalanço Trio (Som Maior/RGE)

### Quarteto Novo
- 1967 : Quarteto Novo (Odeon)

### Miles Davis
- The Complete Bitches Brew Sessions (1969–70)
- The Complete Jack Johnson Sessions (1969–70)
- Live at the Fillmore East, March 7, 1970: It's About that Time (en) (Recorded 1970)
- Black Beauty: Live at the Fillmore West (Recorded 1970)
- Miles Davis at Fillmore (Recorded 1970)
- Bitches Brew Live (en) (Recorded 1969-1970)
- The Cellar Door Sessions (1970)
- Live-Evil (1971)
- Big Fun (1974)
- Get Up with It (1975)
- Miles at the Fillmore – Miles Davis 1970: The Bootleg Series Vol. 3 (en) (Columbia Legacy, 2014)

### Weather Report
- 1971 : Weather Report de Weather Report.

### Return To Forever
- 1972 : Return To Forever de Return To Forever
- 1972 : Light as a feather de Return To Forever

### Airto & Flora Purim
- 1982 : Brazilian Heatwave
- 1985 : Humble People
- 1986 : The Magicians
- 1988 : The Colours Of Life
- 1989 : The Sun Is Out
- 2011 : Wings of Imagination
- 2012 : Live In Berkeley

### Fourth World
- 1992 : Fourth World Recorded live at Ronnie Scott's
- 1994 : Fourth World
- 1995 : Live
- 1995 : Encounters of the Fourth World
- 1999 : ''Last Journey

### Solos
- 1970 : Natural Feelings (Buddah Records)
- 1971 : Seeds On The Ground (Buddah Records)
- 1972 : Free (CTI)
- 1973 : Fingers (CTI)
- 1974 : Virgin Land (CTI)
- 1975 : Identity (Arista)
- 1976 : Promises of the sun (Arista)
- 1976 : The Essential Airto  - Compilation.
- 1977 : I'm fine, how are you? (Warner Records)
- 1977 : The Best Of Airto - Compilation.
- 1979 : Touching you... Touching me  (Warner Records)
- 1984 : Latino / Aqui Se Puede
- 1989 : Struck By Lightning
- 1989 : Samba De Flora
- 1992 : The Other Side Of This
- 1994 : The Best Of Airto II - Compilation.
- 1999 : Essential - The Very Best Of Airto Moreira - Compilation.
- 2000 : Homeless
- 2000 : Revenge Of The Killer Bees
- 2001 : Best Picks #1 - Compilation.
- 2002 : Best Picks #2 - Compilation.
- 2003 : Life After That

### Collaborations
- 1968 : Canto geral de Geraldo Vandré
- 1968 : Summertime de Paul Desmond
- 1969 : Kofi de Donald Byrd
- 1969 : From the Hot Afternoon de Paul Desmond
- 1970 : Electric Byrd de Donald Byrd
- 1970 : Bridge Over Troubled Water de Paul Desmond
- 1971 : My Goal's Beyond de John McLaughlin
- 1971 : Where Would I Be? de Jim Hall
- 1971 : Breakout de Johnny Hammond
- 1971 : Gilberto with Turrentine de Astrud Gilberto & Stanley Turrentine
- 1971 : Steve Kuhn de Steve Kuhn
- 1972 : Expectations de Keith Jarrett
- 1972 : Help Me Make it Through the Night de Hank Crawford
- 1972 : Blue Moses de Randy Weston.
- 1972 : captain Marvel de Stan Getz.
- 1974 : Borboletta de Santana. - Avec Flora Purim.
- 1974 : Deodato & Airto In Concert de Eumir Deodato & Airto Moreira.
- 1978 : The Best Of Deodato/Airto - Compilation.
- 1980 : The Apocalypse Now Sessions de Mickey Hart
- 1983 : Däfos de Mickey Hart, Flora Purim & Moreira
- 1983 : Misa Espiritual – Airto's Brazilian Mass de Gil Evans, WDR Big Band & Moreira
- 1985 : Three-Way Mirror de Airto Moreira, Flora Purim & Joe Farrell
- 1985 : Cielo e Terra de Al Di Meola.
- 1985 : Soaring Through a Dream de Al Di Meola
- 1986 : For A Distant Love de Yana Purim, Luiz Bonfá & Airto Moreira - Yana est la sœur cadette de Flora Purim.
- 1987 : Sarmad de Sarmad With Airto and friends.
- 1989 : Live at the Royal Festival Hall de Dizzy Gillespie
- 1990 : At the Edge de Mickey Hart
- 1990 : Rhythmstick de Dizzy Gillespie
- 1991 : Planet Drum de Mickey Hart
- 1993 : Killer Bees de Airto Moreira And The Gods Of Jazz
- 1994 : Ancient kings de David Friesen, Airto Moreira, Gary Barone
- 1996 : Mickey Hart's Mystery Box de Mickey Hart.
- 1998 : Supralingua de Mickey Hart.
- 2002 : The Essential Santana - Compilation. - Airto joue sur Mirage.
- 2008 : Ears to the ground de Jacob Anderskov & Airto Moreira
- 2011 : The Crossing de Eumir Deodato Feat. Al Jarreau, Londonbeat, Paco Sery, Airto Moreira, Billy Cobham, John Tropea, Novecento